# Ultrafilter
Der Begriff des Ultrafilters entstammt der Mathematik. Hier bezeichnet man im Rahmen der Mengenlehre einen Mengenfilter auf einer Menge {\displaystyle X} als Ultrafilter,  wenn für jede Teilmenge {\displaystyle A} von {\displaystyle X} entweder {\displaystyle A} selbst oder ihr Komplement {\displaystyle X\setminus A} Element des Mengenfilters ist. Ultrafilter sind somit genau diejenigen Mengenfilter, zu denen keine echte Verfeinerung existiert. Diese Definition von Ultrafiltern lässt sich von Mengenfiltern auf allgemeine Filter im Sinne der Verbandstheorie übertragen.
Ultrafilter mit der Eigenschaft, dass die Schnittmenge aller ihrer Elemente nichtleer ist, heißen fixierte Ultrafilter, Punktfilter oder Elementarfilter: Sie bestehen aus allen Teilmengen, die einen bestimmten Punkt enthalten. Alle Ultrafilter auf endlichen Mengen sind fixierte Ultrafilter. Fixierte Filter sind die einzigen explizit konstruierbaren Ultrafilter. Die zweite Art der Ultrafilter sind die freien Ultrafilter, für die die Schnittmenge aller ihrer Elemente die leere Menge ist.
Ultrafilter finden Anwendungen etwa in der Topologie und der Modelltheorie.
Der zum Begriff des Ultrafilters duale Begriff ist der des Primideals.

## Formale Definition und grundlegende Eigenschaften
Es sei {\displaystyle X} eine Menge. Ein Filter {\displaystyle {\mathcal {F}}} ist eine Familie von Teilmengen auf {\displaystyle X} mit folgenden Eigenschaften:
1. {\displaystyle \emptyset \notin {\mathcal {F}},X\in {\mathcal {F}}}
2. {\displaystyle F\in {\mathcal {F}},G\supseteq F\Rightarrow G\in {\mathcal {F}}}
3. {\displaystyle F_{1},\dotsc ,F_{n}\in {\mathcal {F}}\Rightarrow \bigcap \limits _{i=1}^{n}F_{i}\in {\mathcal {F}}}

Ein Ultrafilter ist ein Filter {\displaystyle {\mathcal {F}}} mit der Eigenschaft:
1. Ist {\displaystyle {\mathcal {G}}} Filter auf {\displaystyle X} mit {\displaystyle {\mathcal {G}}\supseteq {\mathcal {F}}}, dann gilt {\displaystyle {\mathcal {G}}={\mathcal {F}}}.

Dieser Punkt kann auch so ausgedrückt werden, dass {\displaystyle {\mathcal {F}}} in der Menge aller Filter auf {\displaystyle X} maximal ist, wobei als Ordnung die Inklusion auf {\displaystyle {\mathcal {P}}({\mathcal {P}}(X))}, also auf der Potenzmenge der Potenzmenge von {\displaystyle X}, verwendet wird. (Beachte: Ein Filter ist eine Teilmenge von {\displaystyle {\mathcal {P}}(X)} und daher ein Element von {\displaystyle {\mathcal {P}}({\mathcal {P}}(X))}.)
Es gilt folgender Satz: Ist {\displaystyle {\mathcal {F}}} ein Filter auf der Menge {\displaystyle X}, dann existiert ein Ultrafilter {\displaystyle {\mathcal {G}}}, der den Filter {\displaystyle {\mathcal {F}}} umfasst. Da {\displaystyle \{X\}} ein Filter auf der Menge {\displaystyle X} ist, existiert auf jeder nichtleeren Menge ein Ultrafilter.
Ultrafilter lassen sich durch folgenden Satz charakterisieren:
Es sei {\displaystyle {\mathcal {F}}} ein Filter auf {\displaystyle X}. Dann sind folgende Aussagen äquivalent (L1):
1. Für alle Filter {\displaystyle {\mathcal {G}}} auf {\displaystyle X} mit {\displaystyle {\mathcal {G}}\supseteq {\mathcal {F}}} folgt {\displaystyle {\mathcal {G}}={\mathcal {F}}}.
2. Für alle Teilmengen {\displaystyle A,B\subset X} gilt: {\displaystyle A\cup B\in {\mathcal {F}}\Rightarrow (A\in {\mathcal {F}}\vee B\in {\mathcal {F}})}.
3. Für alle {\displaystyle A\subseteq X} gilt, dass entweder {\displaystyle A\in {\mathcal {F}}} oder {\displaystyle X\setminus A\in {\mathcal {F}}}.

Des Weiteren gilt: Sind {\displaystyle {\mathcal {F}}_{1}}, {\displaystyle {\mathcal {F}}_{2}} Ultrafilter auf einer Menge {\displaystyle X}, dann sind diese gleichmächtig. Dies sieht man durch folgende Abbildungen ein:
{\displaystyle f_{1}\colon {\mathcal {F}}_{1}\rightarrow {\mathcal {F}}_{2},A\mapsto {\begin{cases}A,&{\text{wenn }}A\in {\mathcal {F}}_{2},\\X\setminus A,&{\text{wenn }}X\setminus A\in {\mathcal {F}}_{2}\end{cases}}}
sowie
{\displaystyle f_{2}\colon {\mathcal {F}}_{2}\rightarrow {\mathcal {F}}_{1},A\mapsto {\begin{cases}A,&{\text{wenn }}A\in {\mathcal {F}}_{1},\\X\setminus A,&{\text{wenn }}X\setminus A\in {\mathcal {F}}_{1}\end{cases}}}
Zuerst sieht man, dass die Abbildungen wegen (L1) wohldefiniert sind. Man sieht sofort {\displaystyle f_{1}\circ f_{2}=\operatorname {id} _{{\mathcal {F}}_{1}}} und {\displaystyle f_{2}\circ f_{1}=\operatorname {id} _{{\mathcal {F}}_{2}}}. Somit handelt es sich um Bijektionen.

## Vollständigkeit
Unter der Vollständigkeit eines Ultrafilters versteht man die kleinste Kardinalzahl {\displaystyle \kappa }, sodass {\displaystyle \kappa } Elemente des Filters existieren, deren Durchschnitt kein Element des Filters ist. Dies widerspricht nicht der Definition eines Ultrafilters, da nach dieser nur der Durchschnitt endlich vieler Elemente wieder im Filter enthalten sein muss. Aus dieser Voraussetzung folgt aber, dass die Vollständigkeit eines Ultrafilters mindestens {\displaystyle \aleph _{0}} ist. Ein Ultrafilter, dessen Vollständigkeit größer als {\displaystyle \aleph _{0}} ist, also überabzählbar, heißt abzählbar vollständig bzw. {\displaystyle \sigma }-vollständig, da jede Schnittmenge abzählbar (auch abzählbar unendlich) vieler Elemente des Filters wieder ein Element des Filters ist.

## Verallgemeinerung von Ultrafiltern auf Halbordnungen
Im Kontext der allgemeineren Definition von Filter als Teilmenge einer halbgeordneten Menge (zum Beispiel Potenzmenge mit Inklusion) {\displaystyle {\mathcal {P}}} heißt ein Filter {\displaystyle {\mathcal {F}}} Ultrafilter, wenn es keinen feineren Filter als {\displaystyle {\mathcal {F}}} gibt, der nicht schon ganz {\displaystyle {\mathcal {P}}} ist – formal ausgedrückt: Wenn {\displaystyle {\mathcal {F'}}} ein Filter auf {\displaystyle {\mathcal {P}}} ist mit {\displaystyle {\mathcal {F}}\subseteq {\mathcal {F'}}}, dann gilt {\displaystyle {\mathcal {F'}}={\mathcal {F}}} oder {\displaystyle {\mathcal {F'}}={\mathcal {P}}}. Diese allgemeinere Definition stimmt in dem Spezialfall, dass {\displaystyle {\mathcal {P}}} die Potenzmenge einer Menge {\displaystyle X} ist, mit der zuerst gegebenen überein. Mit Hilfe des Zornschen Lemmas lässt sich zeigen, dass jeder Filter in einem Ultrafilter enthalten ist.

## Ultrafilter auf Verbänden
Als Spezialfall der Definition auf Halbordnungen ergibt sich eine Definition auf Verbänden. Ein Ultrafilter auf einem Verband lässt sich alternativ als Verbandshomomorphismus in die zweielementige boolesche Algebra {\displaystyle \{\bot ,\top \}} definieren. Ein abzählbar vollständiger Ultrafilter lässt sich als 0-1-wertiges Maß auffassen.

## Arten und Existenz von Ultrafiltern
Es gibt zwei Arten von Filtern. Zur Unterscheidung wird folgende Definition benutzt:
Ein Filter {\displaystyle {\mathcal {F}}} heißt frei, wenn {\displaystyle \bigcap \limits _{F\in {\mathcal {F}}}F=\emptyset } ist, andernfalls heißt er fixiert.
Leicht sieht man, dass Ultrafilter auf einer endlichen Menge fixiert sind; auf endlichen, halbgeordneten Mengen besitzen Ultrafilter ein kleinstes Element, sie lassen sich als {\displaystyle {\mathcal {F}}_{a}=\{x:a\leq x\}} für ein Element {\displaystyle a} darstellen. Allgemeiner gilt auf beliebigen Mengen: Ein Ultrafilter {\displaystyle {\mathcal {F}}} auf {\displaystyle X} ist ein fixierter Ultrafilter genau dann, wenn er eine der folgenden äquivalenten Bedingungen erfüllt:
- Es gibt ein {\displaystyle x\in X} mit {\displaystyle {\mathcal {F}}={\mathcal {F}}_{x}:=\{F:x\in F\subseteq X\}}.
- Der Filter besitzt ein endliches Element.

In diesem Fall heißt {\displaystyle x} Hauptelement des Ultrafilters.
Freie Ultrafilter können nur auf unendlichen Mengen existieren. Es lässt sich zeigen (Tarski'scher Ultrafiltersatz, englisch Tarski's Ultrafilter Theorem), dass jeder Filter einer Menge {\displaystyle X} (allgemeiner: jede Teilmenge {\displaystyle {\mathcal {Y}}\subseteq {\mathcal {P}}(X)}, für die die Schnittmenge endlich vieler Teilmengen von {\displaystyle {\mathcal {Y}}} wieder in {\displaystyle {\mathcal {Y}}} liegt) in einem Ultrafilter von {\displaystyle X} enthalten ist. Der Beweis des Ultrafiltersatzes ist nicht konstruktiv und ergibt sich unter Anwendung des Lemmas von Zorn, setzt also die Annahme der Gültigkeit des Auswahlaxioms voraus.
Ein Beispiel für fixierte Filter sind Umgebungsfilter.

## Beispiele
- Ist {\displaystyle X} eine endliche Menge, dann ist jeder Ultrafilter auf {\displaystyle X} genau durch einen Punkt fixiert.  Wäre das nicht so und wäre der Filter durch die Menge {\displaystyle \{x_{1},...,x_{n}\}} fixiert, so könnte man ihn durch Hinzufügen von {\displaystyle {x_{n}}} echt verfeinern.  Somit sind die Ultrafilter auf einer endlichen Menge gerade die Punktfilter.
- Der Umgebungsfilter eines Punktes in der Topologie ist genau dann ein Ultrafilter, wenn der Punkt isoliert ist.

## Anwendungen
- In der Modelltheorie und universellen Algebra dienen Ultrafilter der Definition von Ultraprodukten und Ultrapotenzen von algebraischen Strukturen. Diese Konstruktionen erben dabei gewisse Eigenschaften der zugrundeliegenden Strukturen.
- Die für die Nichtstandardanalysis grundlegenden hyperreellen Zahlen lassen sich als eine solche Ultrapotenz konstruieren.
- In der Topologie erlauben Ultrafilter eine Charakterisierung von Kompaktheit: Ein topologischer Raum ist genau dann kompakt, wenn auf ihm jeder Ultrafilter konvergiert. Diese Charakterisierung lässt sich verwenden, um den Satz von Tychonoff zu beweisen, der für die mengentheoretische Topologie grundlegend ist.
- In der metrischen Geometrie verwendet man Ultrafilter zur Konstruktion des asymptotischen Kegels, eines wichtigen Werkzeugs zur Untersuchung der „large scale geometry“ nichtkompakter Räume.